# ジン特殊時計会社
ジン特殊時計会社（Sinn Spezialuhren zu Frankfurt am Main ）は、1961年に創設されたドイツの時計メーカーである。

## 概要
航空機の計器盤をイメージしたクロノグラフを中心に『ジン』ブランドにて製造・販売を行っている。創設者は第二次世界大戦でドイツ空軍パイロットとして軍務に就き、1950年代には自動車ラリーでも活躍したヘルムート・ジン（1916年9月3日～2018年2月14日）。
ヘルムート・ジンはパイロットの経験を活かし、パイロットに必要な時計とは計測機器であると考え、過酷な状況下でも使える精度を持った航空時計、腕時計 model 156.Bを開発した。同製品は一時期ドイツ空軍に納入された実績を持つが、現在では用達されていない。
EZM（アインザッツ・ツァイト・メッサー）シリーズやモデル142.TIなどの現行製品の一部モデルはドイツの税関犯罪局、警察特殊部隊、消防レスキュー部隊、対テロ特殊部隊GSG-9などが制式採用している。これらのモデルは計測機器である為に視認性を重視し、針や文字盤などが太くはっきりしたデザインを用いることが多い。
新技術の導入にも積極的であり、シリコンオイルを時計のケース内に充填して高い耐圧性能を実現する「ハイドロ・テクニック」と呼ばれる技術や、「スタマグス」と呼ばれる高い防磁性能をもつ特殊ステンレスの開発、アルゴンガス及びドライカプセルによるケース内環境の安定化等、異分野の技術を取り入れた製品も数多く存在する。その他乾燥剤を内蔵するドライ･カプセルをケースの脚部に埋め込み、メカニズムを湿気から防ぐmodel203-TIなど、先進技術を積極的に採用している。
1994年にはスイスの時計メーカーであるインターナショナル・ウォッチ・カンパニーのエンジニアであるローター・シュミットがジンの経営を引き継いでおり、その後ヘルムート・ジンは自身の持つ数多くの時計のアイデアを実現するために1996年にユビラール・ウーレン（Jubilar Uhren ）を創設し、クロノシュポルト（Chronosport ）やギナーン（Guinand ）などのブランドで時計を製造している。その後、2006年に社名をギナーンと改めた。

## 日本
総代理店は株式会社ホッタ
これまでは日本の代理店であるPXが、出版社であるワールドフォトプレスの関連会社であったため、競合関係にある他の出版社の雑誌などに取り上げられる機会があまりなく、メディアへの露出度が小さかった。2010年からは代理店が変更となり、今後が注目される。

## 主なモデル
- model 103
- model 142
- model 144
- model 1746
- model 203
- model 256
- model 303
- model 356
- model 6000
- model 6100
- model 603
- model 656,756,856
- model 657,757,857
- model 903
- model 956
- model 958
- model UX,U1,U2
- model U1000